# Левин, Владимир Леонидович
Влади́мир Леони́дович Ле́вин (род. 29 марта 1967 года, Ленинград, РСФСР) — гражданин СССР и России, сумевший в 1994 году, находясь в России, перечислить несколько миллионов долларов со счетов крупных клиентов в американском банке Citibank, затем арестованный в Великобритании и осуждённый в США. В 1998 году Левин был приговорён к 36 месяцам тюремного заключения, которые уже отбыл к тому времени, когда был отпущен из-под стражи и экстрадирован из США.
Этот случай стал первым описанным в СМИ взломом компьютерной сети банка, совершённым из другой страны. Благодаря этому Левин стал знаковой фигурой в сфере информационной безопасности, несмотря на то, что сеть банка была взломана не им — он лишь купил инструкции по доступу в банковскую сеть, которыми воспользовался для доступа к счетам клиентов компании.

## Биография
Владимир Леонидович Левин родился в 1967 году в Ленинграде, микробиолог по образованию, холостой, невысокого роста и с неброской внешностью.
В. Л. Левин родился в еврейской семье ленинградских интеллигентов: отец — инженер-конструктор на заводе с производством военной техники («почтовом ящике»), мать — врач-психотерапевт. Занимался спортом — во время учёбы получил второй мужской разряд по фехтованию. В 24 года окончил химический факультет Ленинградского технологического института с темой диплома «Молекулярно-биологический анализ эпидемических вирусов гриппа В, выделенных на территории СССР в 1991 году».
Для Левина компьютеры были увлечением, специального образования он не получал.
В 1987 году Левин закончил службу в рядах Советской армии в звании младшего сержанта войск химзащиты, получил нагрудный знак «Гвардия». В 1991 году — вице-президент АОЗТ «Сатурн», офис которого расположен на Малой Морской, 8. Проживал с отцом и матерью на Светлановском проспекте.
В 1994 году с использованием компьютерной сети Спринт нелегально перечислил деньги с банковских счетов клиентов Citibank и организовал обналичивание полученных денег в разных странах мира. По российскому законодательству это деяние не являлось преступлением, и американские спецслужбы добились того, что Левин добровольно выехал из России. Он был арестован в лондонском аэропорту Станстед 3 марта 1995 года. Ему было предъявлено обвинение в том, что в период с 30 июня по 3 октября 1994 года Левин попытался получить более $12 млн. со счетов американского Ситибанка, принадлежавших корпоративным клиентам, причём больше четверти миллиона из них не были найдены. По другим источникам, в банке были украдены $10 млн. В какой-то момент времени администратору банка удалось засечь их деятельность и вернуть $9.6 млн. обратно. Но $400 тыс. так до сих поp и не найдены.
В пору своей преступной деятельности в Петербурге Левин из иностранных языков знал только французский, который учил в школе и институте. Английским же он владел лишь в узких пределах компьютерной терминологии. Разговорный английский Левин осваивал уже в тюрьме — больше года в английской, а затем в американской.
При том, что, по мнению журналистов, В. Л. Левин считается отцом и родоначальником хакерства, фактически он не являлся хакером, так как при взломе использовал готовые инструкции, купленные им у одного из хакеров группы, пользовавшейся взломанной сетью банка для бесплатного доступа в Интернет.
Весной 1998 года Левин был освобождён из американской тюрьмы и выслан из США, на самолёте прибыл в Чехию.

## Последствия
Из-за вскрывшихся на суде подробностей взлома стало известно о безалаберном отношении к информационной безопасности в банке, и Сitibank получил серьёзный урон репутации, но с помощью государственных ведомств США им удалось предотвратить массовый отток клиентов и банкротство компании.

## След в культуре
- Об истории с «Ситибанком» был снят документальный фильм из цикла «Криминальная Россия» под названием «Неуловимый взломщик». В серии «Ситибанк» был назван «Метрополитен-банком», а сам Левин — Леонидом Резиным.
- История с ограблением банка русским хакером легла в основу фильма «Петя и Вол» из сериала «Агент национальной безопасности».